# Aiguilles du Diable
Les aiguilles du Diable sont un groupe de cinq aiguilles du massif du Mont-Blanc, dans les contreforts orientaux du mont Blanc du Tacul, en France.

## Géographie
Elles sont appelées, de la plus à la moins élevée, et du nord-ouest au sud-est :
- l'Isolée (ou pointe Blanchet) (4 114 m) ;
- la pointe Carmen (4 109 m) ;
- la pointe Médiane (4 097 m) ;
- la pointe Chaubert (4 074 m) ;
- la Corne du Diable (4 064 m).

## Histoire
Leurs premières ascensions ont été réalisées successivement dans les années 1920, essentiellement sous l'impulsion du grand guide chamoniard de l'époque, Armand Charlet :
- la pointe Carmen :  13 août 1923 par H. Bregeault, Paul Chevalier et Jacques de Lépiney ;
- l'Isolée : le 8 juillet 1925 par Armand Charlet et A. Ravanel, envoyés en reconnaissance par leur client Émile-Robert Blanchet, qui répéta l'ascension avec ses deux guides six jours plus tard ;
- la pointe Chaubert et Corne du Diable : le 1er septembre 1925 par J. Chaubert avec Armand Charlet et A. Ravanel ;
- la pointe Médiane : le 27 juillet 1926 par E.R. Blanchet et J. Chaubert avec Armand Charlet et J. Devouassoux ;
- la traversée des aiguilles du Diable (enchaînement des cinq aiguilles en commençant par la Corne du Diable) : 4 août 1928 par Mrs. O'Brien et R.L.M. Underhill avec Armand Charlet et G. Cachat. Cette course difficile (D+) est devenue une grande classique. La première hivernale fut réalisée par Raymond Lambert, E Stagni et M. Gallay en 1938, qui se retrouvèrent bloqués cinq jours dans la tempête.

En 1942, le cinéaste et alpiniste Marcel Ichac y tourne un grand classique du cinéma de montagne, À l'assaut des aiguilles du Diable, avec le guide et alpiniste Armand Charlet dans son propre rôle.